# Miguel Quintana
Miguel Quintana Alarcón (Madrid, 6 de marzo de 1990) es un periodista deportivo español. Actualmente trabaja en Radio Marca en el programa El Marcador de Radio Marca, en La Pizarra de Quintana y presentador de "El post de DAZN".
También ejerció como coordinador de la empresa alemana OneFootball, fue redactor en la revista Panenka y era director y presentador del programa Míster Underdog, que se emite en la plataforma digital de YouTube.

## Carrera profesional
Miguel Quintana comenzó su carrera como periodista en 2012, después de realizar hasta cuarto curso de la carrera de periodismo en la Universidad Complutense de Madrid.
Sus primeros trabajos fueron con Ecos del Balón en 2009, donde trabajó como redactor, locutor y como creador de contenido para web, radio y YouTube, junto a Abel Rojas y Alejandro Arroyo. En 2014 estuvo en Libertad FM, donde ejerció como locutor de partidos, únicamente seis meses, entre 2014 y 2015. En 2018, Quintana, abandonaba Ecos del Balón, tras nueve años de colaboración. Antes de esa fecha, Miguel Quintana, ya ejercía como coordinador de la empresa alemana OneFootball, a la que llegó en mayo de 2016, y como colaborador en Radio Marca, donde llegó en junio de 2017.
En 2018 se convirtió en redactor de la revista Panenka y creó su propio canal de YouTube "Diario de un periodista deportivo" en el que analizaba la actualidad de la Primera División de España.
En 2020 abandona OneFootball y anuncia un nuevo programa en YouTube: Míster Underdog, en el que cuenta con la colaboración de periodistas como Adrián Blanco o Alberto Edjogo-Owono, y con el apoyo del AS y de la casa de apuestas Codere. En agosto de 2021 también deja su canal principal de YouTube e inaugura el programa La Pizarra de Quintana en Radio Marca, donde seguirá contando con Adrián Blanco, Álex de Llano y Alberto Edjogo-Owono como compañeros.
En 2022 anuncia que es su última temporada en Mister Underdog, para más adelante, en agosto de ese mismo año, anunciar su fichaje por DAZN. Ahora participa como presentador de partidos en DAZN, además de presentar El Post de DAZN junto a Alberto Edjogo-Owono.